# Lijst van torpedobootjagers van de Amerikaanse marine

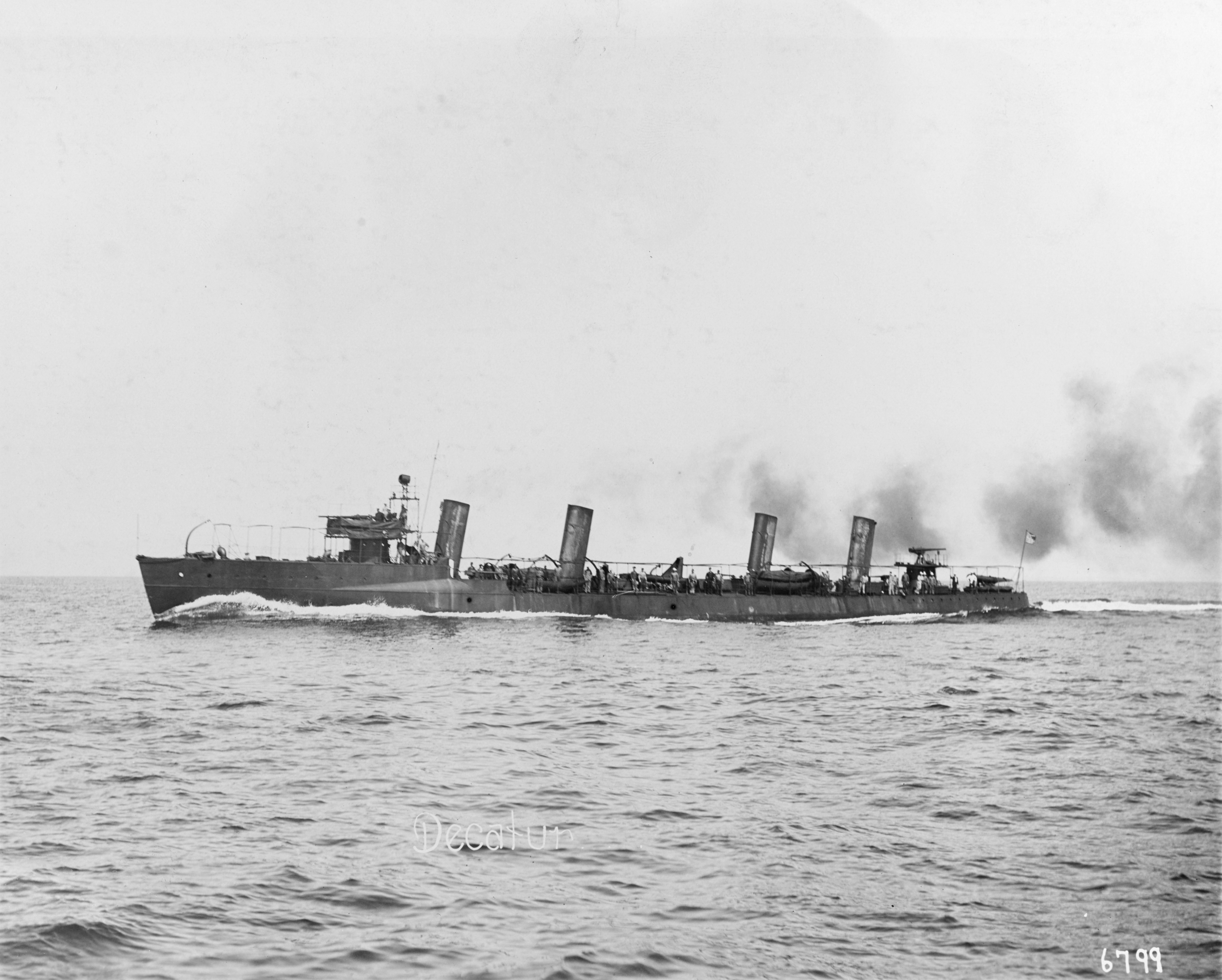
USS Decatur
Branbridgeklasse

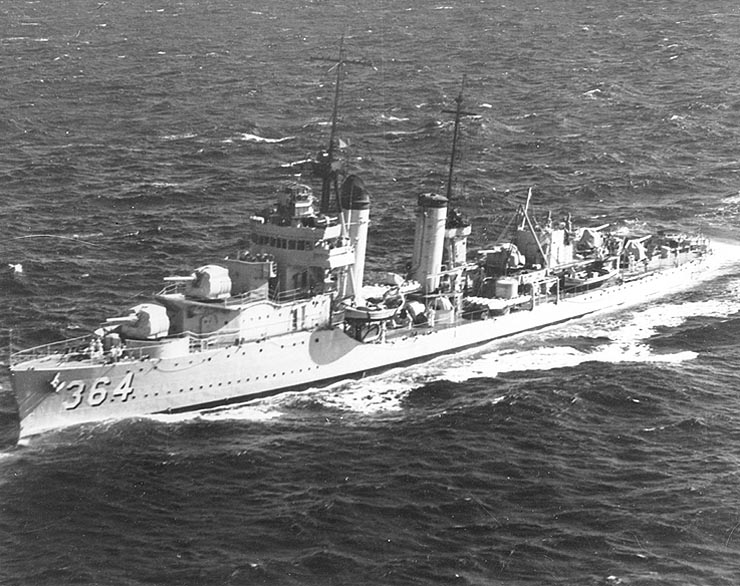
USS Mahan
Mahanklasse

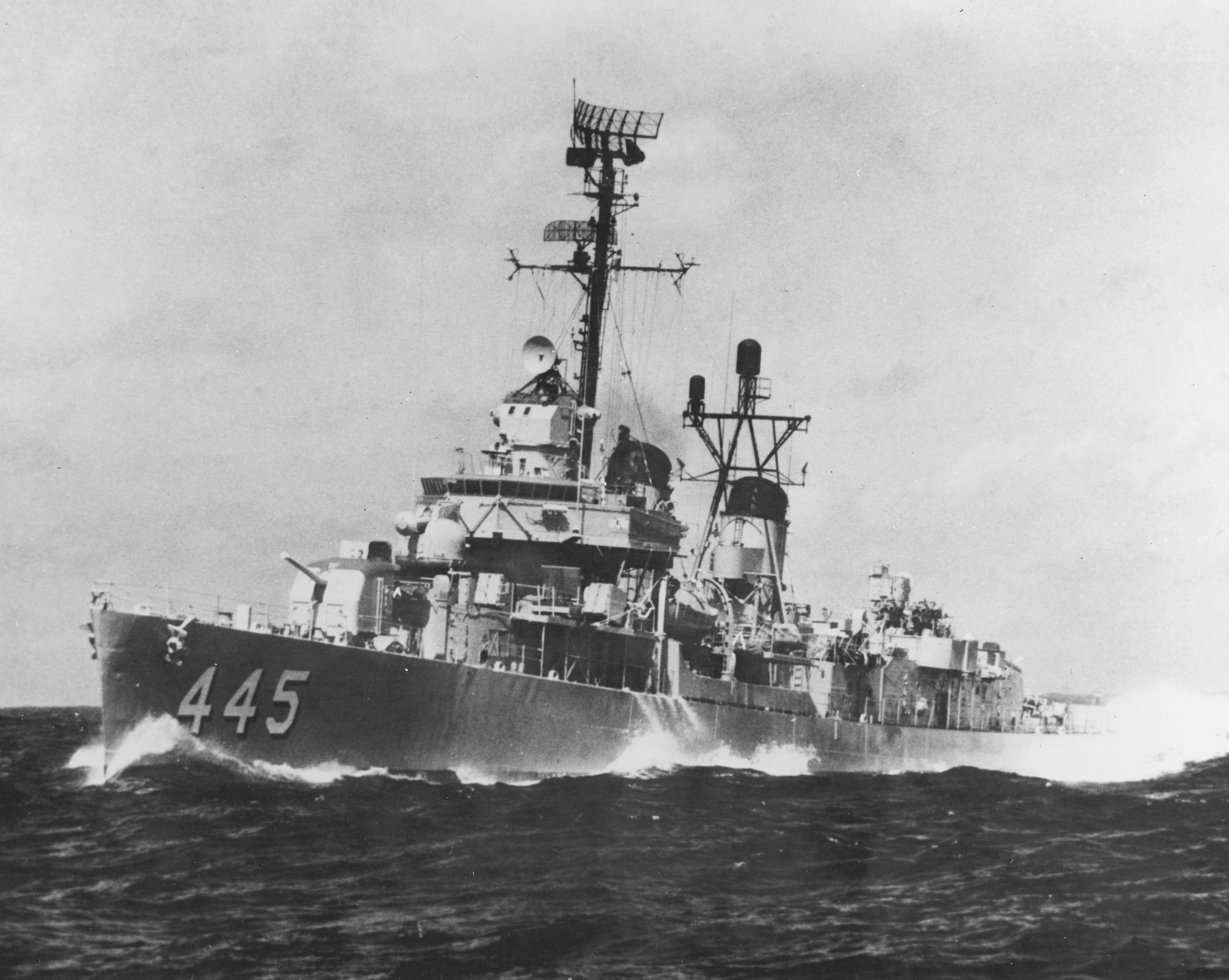
USS Fletcher
Fletcherklasse

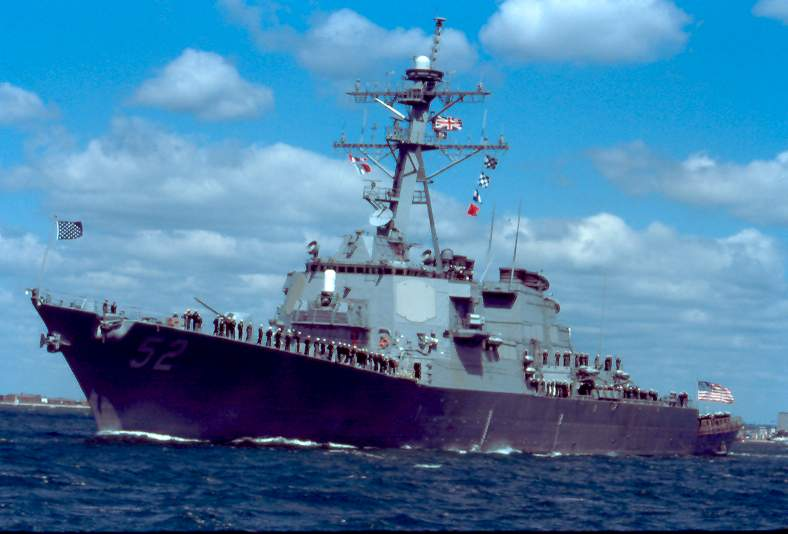
USS Barry
Arleigh Burkeklasse

Dit is een lijst van klassen van torpedobootjagers van de Amerikaanse marine.
- Bainbridgeklasse — 13 schepen, 1900–1902
- Truxtunklasse — 3 schepen, 1901
- Smithklasse — 5 schepen, 1908–1909
- Pauldingklasse — 21 schepen, 1909–1912
- Cassinklasse — 8 schepen, 1912–1913
- O'Brienklasse — 6 schepen, 1914–1915
- Tuckerklasse — 6 schepen, 1915
- Sampsonklasse — 6 schepen, 1916
- Caldwellklasse — 6 schepen, 1917–1918
- Wickesklasse — 111 schepen, 1917–1919
- Clemsonklasse — 164 schepen, 1919–1921
- Farragutklasse (1934) — 8 schepen, 1934–1935
- Porterklasse — 8 schepen, 1935–1936
- Mahanklasse — 18 schepen, 1936–1936
- Gridleyklasse — 4 schepen, 1936–1938
- Bagleyklasse — 8 schepen, 1936–1937
- Somersklasse — 5 schepen, 1937–1938
- Benhamklasse — 10 schepen, 1938–1939
- Simsklasse — 12 schepen, 1938–1939
- Gleavesklasse — 66 schepen, 1938–1943
- Bensonklasse — 30 schepen, 1939–1943
- Fletcherklasse — 175 schepen, 1942–1944
- Allen M. Sumnerklasse — 58 schepen, 1943–1944
- Gearingklasse — 98 schepen, 1944–1946
- Mitscherklasse — 4 schepen, 1952
- Forrest Shermanklasse — 18 schepen, 1956–1958
- Farragutklasse (1958) — 10 schepen, 1958–1960
- Charles F. Adamsklasse — 23 schepen, 1959–1963
- Spruanceklasse — 30 schepen, 1973–1979
- Kiddklasse, aangepaste Spruanceklasse — 4 schepen, 1979–1982
- Arleigh Burkeklasse — 36 schepen, 1989– (Meer schepen worden gebouwd, of zijn gepland)
- Zumwaltklasse — (Schepen in aanbouw of gepland)